# Нікос Циантакіс
Нікос Циантакіс (грец. Νίκος Τσιαντάκης, нар. 20 жовтня 1963, Перістері) — грецький футболіст, що грав на позиції півзахисника.
Виступав, зокрема, за клуби «Паніоніос» та «Олімпіакос», а також національну збірну Греції.

## Клубна кар'єра
У дорослому футболі дебютував 1984 року виступами за команду клубу «Атромітос», в якій провів один сезон.
Привернув увагу представників тренерського штабу клубу «Паніоніос», до складу якого приєднався 1985 року. Відіграв за клуб з Неа-Смірні наступні три сезони своєї ігрової кар'єри. Більшість часу, проведеного у складі «Паніоніоса», був основним гравцем команди.
1988 року уклав контракт з клубом «Олімпіакос», у складі якого провів наступні шість років своєї кар'єри гравця.  Граючи у складі «Олімпіакоса» також здебільшого виходив на поле в основному складі команди.
Згодом з 1994 по 1999 рік грав у складі команд клубів «Аріс», «Іонікос» та ОФІ.
Завершив професійну ігрову кар'єру у клубі «Етнікос Астерас», за команду якого виступав протягом 1999 року.

## Виступи за збірну
1988 року дебютував в офіційних матчах у складі національної збірної Греції. Протягом кар'єри у національній команді, яка тривала 7 років, провів у формі головної команди країни 47 матчів, забивши 2 голи.
У складі збірної був учасником чемпіонату світу 1994 року у США.

## Титули і досягнення
- Володар Кубку Греції (2):

«Олімпіакос»:  1989-90, 1991-92
- Володар Суперкубка Греції (1):

«Олімпіакос»:  1992